# Soweto Open 2009

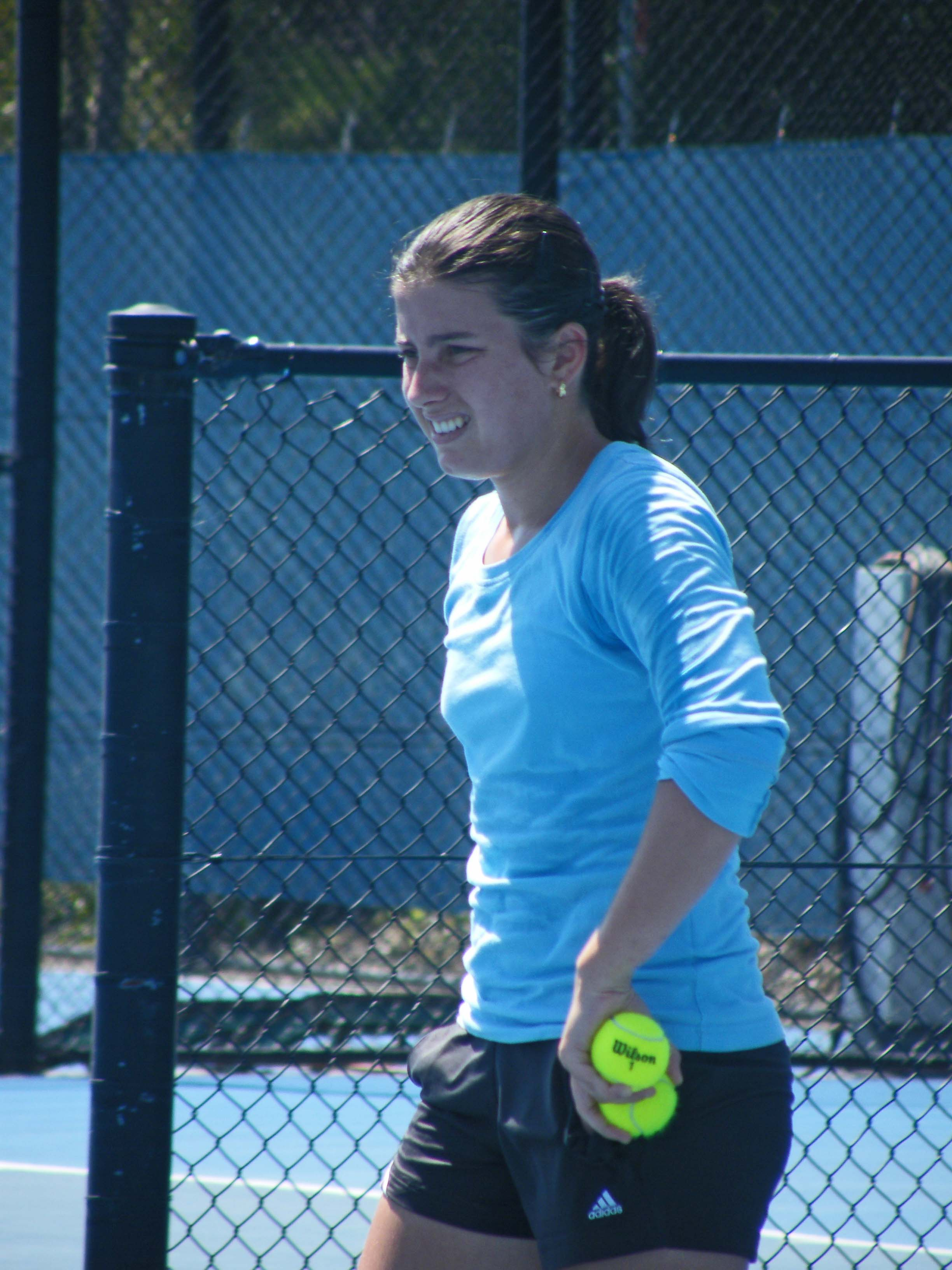
Анастасия Севастова — победительница соревнеований в женском одиночном разряде.

Soweto Open 2009 — профессиональный международный теннисный турнир, проводимый ITF в рамках своего женского тура и ATP в рамках своего тура Challenger в южноафриканском городе Йоханнесбург.
Мужские соревнования проходили с 13 по 19 апреля, женские — с 27 апреля по 3 мая.

## Соревнования

### Одиночные турниры

#### Мужчины
Фабрис Санторо обыграл  Рика де Вуста со счётом 7-5, 6-4.

#### Женщины
Анастасия Севастова обыграла  Еву Грдинову со счётом 6-2, 6-2.
- Севастова выигрывает свой 2й в году и 7й за карьеру титул на соревнованиях женского тура федерации.

### Парные турниры

#### Мужчины
Крис Гуччоне /  Жорж Бастль обыграли  Михаила Елгина /  Александра Кудрявцева со счётом 6-2, 4-6, [11-9].

#### Женщины
Наоми Кавадей /  Леся Цуренко обыграли  Кристину Кучову /  Анастасия Севастову со счётом 6-2, 2-6, [11-9].